# 진화 분류학
진화 분류학, 다윈의 분류(evolutionary taxonomy)는 계통 발생 관계(공유 혈통), 조상-후손 관계(직렬 혈통) 및 진화적 변화 정도의 조합을 사용하여 유기체를 분류하려는 생물학적 분류의 한 분야이다. 이러한 유형의 분류법은 단일 종보다는 전체 분류군을 고려할 수 있으므로 종의 그룹이 새로운 그룹을 발생시키는 것으로 추론할 수 있다. 이 개념은 1940년대 초반의 현대 진화적 종합에서 가장 잘 알려진 형태를 찾았다.
진화적 분류법은 진화적 나무를 만든다는 점에서 엄격한 다윈주의 이전의 린네 분류법(정렬한 목록만 생성)과 다르다. 계통발생적 명명법에서 각 분류군은 단일 조상 노드와 모든 후손으로 구성되어야 하지만, 진화적 분류법은 그룹이 부모 분류군에서 제외되도록 허용한다(예: 공룡은 새를 포함하는 것으로 간주되지 않고 새를 발생시킨 것으로 간주됨). 측계통 분류군을 허용한다.

## 기원

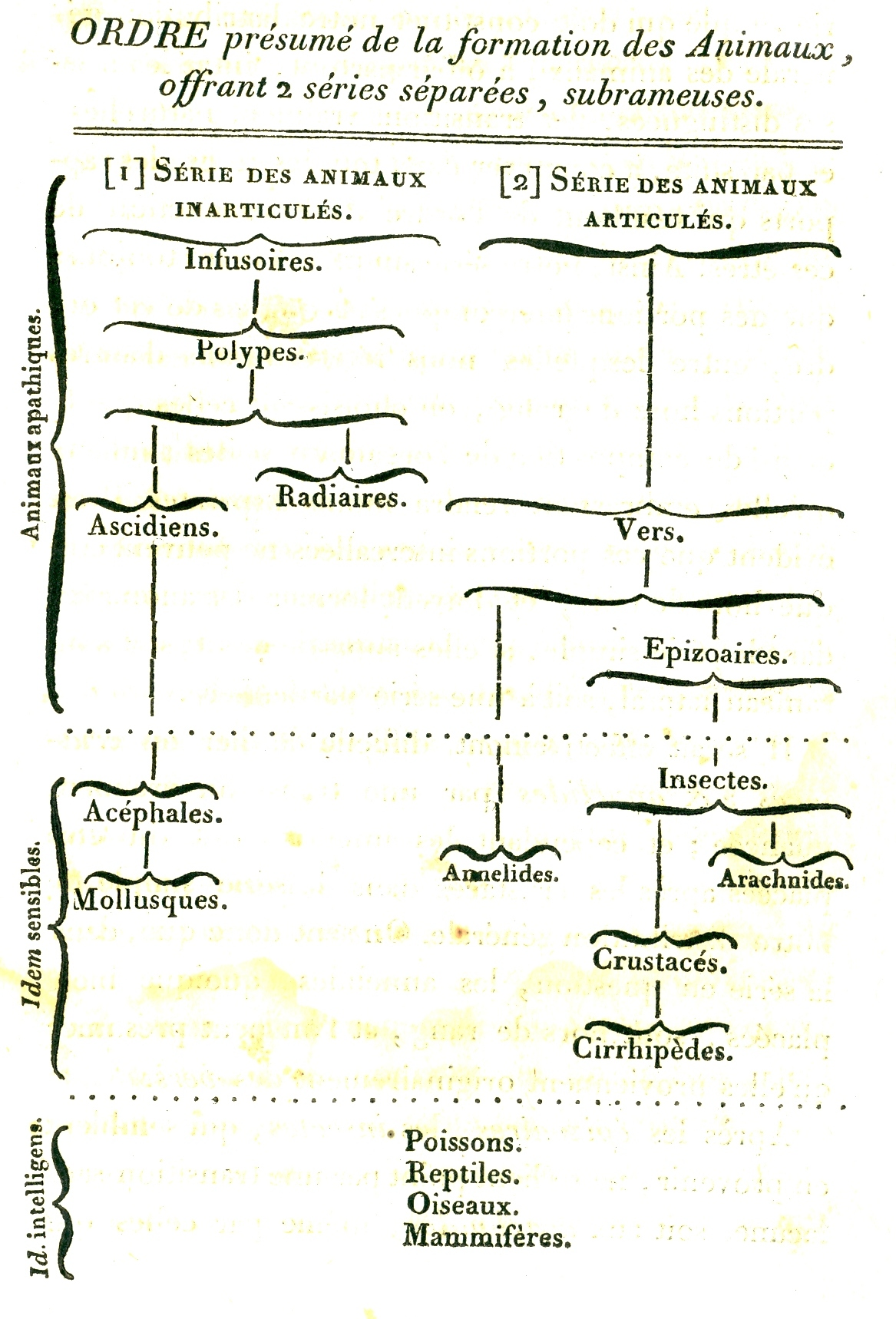
무척추 동물 진화 과정에서 분기를 보여주는 Jean-Baptiste Lamarck의 1815 다이어그램

진화론적 분류법은 진화론이 린네 분류법에 미친 영향의 결과로 생겨났다. 린네 분류학을 일종의 동물 및 식물계 계통도로 번역한다는 아이디어는 찰스 다윈의 책 종의 기원이 출판되기 훨씬 이전인 18세기 말에 공식화되었다. 유기체가 공통 혈통을 가지고 있다고 제안한 최초의 사람은 Pierre-Louis Moreau de Maupertuis의 1751년 Essai de Cosmologie, 종의 변환은 이래즈머스 다윈의 1796 Zoönomia 와 Jean-Baptiste Lamarck 1809 동물 철학과 함께 더 넓은 과학계에 들어갔다. 이 아이디어는 추측에 의해 영어권에서 대중화되었지만 1844년 로버트 챔버스가 익명으로 출판한 창조의 자연사의 흔적(Vestiges of the Natural History of Creation)이 널리 읽혔다.
종의 기원의 등장 이후, 생명의 나무 표현은 과학 작품에서 인기를 얻었다. 종의 기원에서 조상은 대부분 가상의 종이었다. 다윈은 주로 원리를 보여주는데 몰두했고, 생물이나 화석 유기체의 관계에 대한 추측을 신중하게 삼가고 이론적인 예만 사용했다. 대조적으로, 챔버스는 유대류에서 태반 포유류의 진화와 같은 특정한 가설을 제안했다.
다윈의 출판 이후, 토머스 헉슬리는 시조새와 Hesperornis의 화석을 사용하여 새가 공룡의 후손이라고 주장했다. 따라서 현존하는 동물 그룹은 화석 그룹에 묶일 수 있다. 공룡이 새를 "낳는" 또는 "조상이 되는" 공룡에 대한 설명은 진화론적 분류학적 사고의 본질적인 특징을 보여준다.
지난 30년 동안 계통발생을 재구성하기 위한 DNA 염기서열의 사용이 극적으로 증가했으며 진화 분류학에서 Hennig의 계통 발생 체계로 강조점이 평행하게 이동했다.
오늘날 현대 유전체학의 출현으로 모든 생물학 분야의 과학자들은 분자 계통 발생을 활용하여 연구를 진행하고 있다. 한 가지 예시로는 다중 시퀀스 정렬이 있다.
Cavalier-Smith, GG Simpson 및 Ernst Mayr는 대표적인 진화 분류학자이다.

## 현대 진화 체계의 새로운 방법
최근 분류학, 계통발생학 및 DNA 분석의 현대적 방법을 분류학의 고전적 관점과 결합하려는 노력이 나타났다. 특정 저자들은 적어도 특정 그룹에 대해 측계통이 허용되는 한 계통 발생 분석이 과학적으로 허용된다는 것을 발견했다. 이러한 입장은 Tod F. Stuessy와 다른 사람들의 논문에서 촉진된다. 특히 엄격한 형태의 진화론적 체계는 Richard H. Zander에 의해 여러 논문에서 제시되었지만 그의 "계통 발생 이후 체계를 위한 프레임워크"에 요약되어 있다.
간단히 말해서, Zander의 다원적 체계는 각 이론의 불완전성에 기초한다. 가설을 반증할 수 없는 방법은 반증될 수 없는 가설만큼 비과학적이다. Cladistics는 직렬 조상이 아닌 공유 조상의 트리만 생성한다. 진화하는 세리아팀 분류군은 분지학적 방법으로 공유 조상을 분석하여 처리할 수 없다. 단일 조상 분류군의 적응 방사선과 같은 가설은 분지학으로 반증할 수 없다. Cladistics는 형질 변환별로 클러스터링하는 방법을 제공하지만 진화론적 트리는 완전히 이분법적일 수 없다. 계통발생학은 공유된 조상 분류군을 이분법의 원인 인자로 가정하지만 그러한 분류군의 존재에 대한 증거는 없다. 분자 계통학은 진화적 변화를 추적하기 위해 DNA 서열데이터를 사용하므로 측계통 및 때때로 계통 발생 다계통은 분류군 수준에서 조상-후손 변환을 신호하지만 그렇지 않으면 분자 계통 발생학은 멸종된 측계통에 대한 조항을 제공하지 않다. 직렬 하강을 추론하려면 추가 변환 분석이 필요하다.

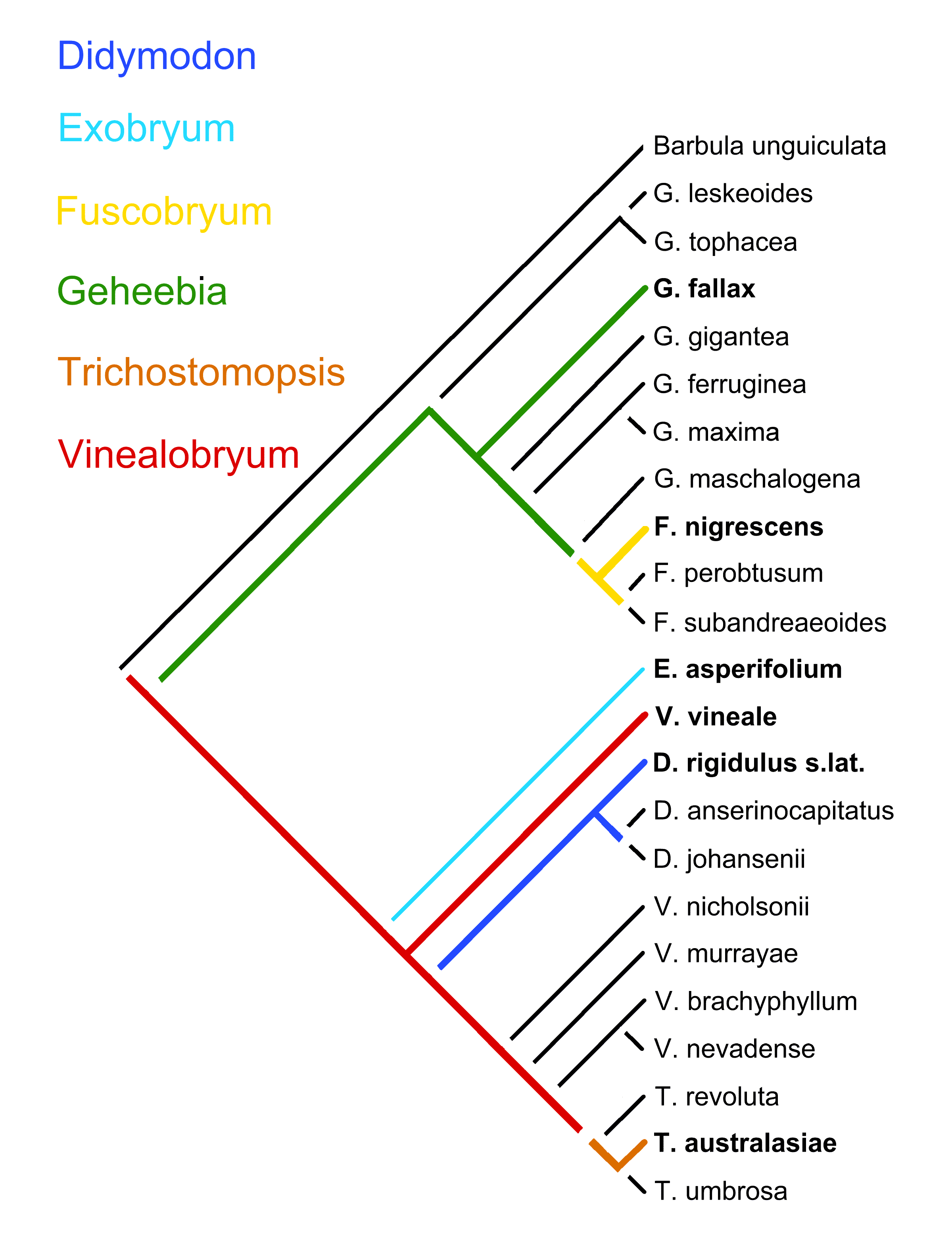
분류군 변형을 보여주는 이끼 속의 Didymodon 의 분지도. 색상은 반항적인 그룹을 나타낸다.

Besseyan 선인장 또는 쉼표는 공유 및 직렬 조상을 모두 보여주는 최고의 진화 트리이다. 먼저, cladogram 또는 자연 키가 생성된다. 일반화된 조상 분류군이 식별되고 전문화된 후손 분류군은 시간이 지남에 따라 선조를 나타내는 한 가지 색상의 선으로 혈통에서 나오는 것으로 기록된다. 그런 다음 공유 및 직렬 조상을 나타내는 Besseyan 선인장 또는 쉼표가 고안되었다. 선조 분류군은 하나 이상의 자손 분류군을 가질 수 있다.데시반을 사용하는 Zander의 변환 분석 방법에 따라 Bayes 요인 측면에서 지원 조치가 제공될 수 있다.
분지 분석은 분류군을 공유 특성으로 그룹화하지만 표현학에서 차용한 이분법 분기 모델을 통합한다. 반전은 허용되지만 본질적으로 단순화된 이분법 자연 키이다. 물론 문제는 진화가 반드시 이분법적인 것은 아니라는 점이다. 둘 이상의 자손을 생성하는 조상 분류군은 더 길고 덜 간결한 나무를 필요로 한다. cladogram node는 어떤 하나의 분류군이 아니라 그것의 말단에 있는 모든 특성을 요약하고, cladogram의 연속성은 분류군에서 노드로가 아니라 노드에서 노드로이다. 이것은 진화의 모델이 아니지만 계층적 클러스터 분석(특성 변경 및 비초음파 분기)의 변형이다. 이것이 바로 공유된 형질에만 기초한 나무를 진화 나무가 아니라 단지 분지 나무라고 하는 이유이다. 이 나무는 형질 변형을 통한 진화적 관계를 상당 부분 반영하지만 현존하는 분류군의 종 수준 변형에 의한 관계는 무시한다.

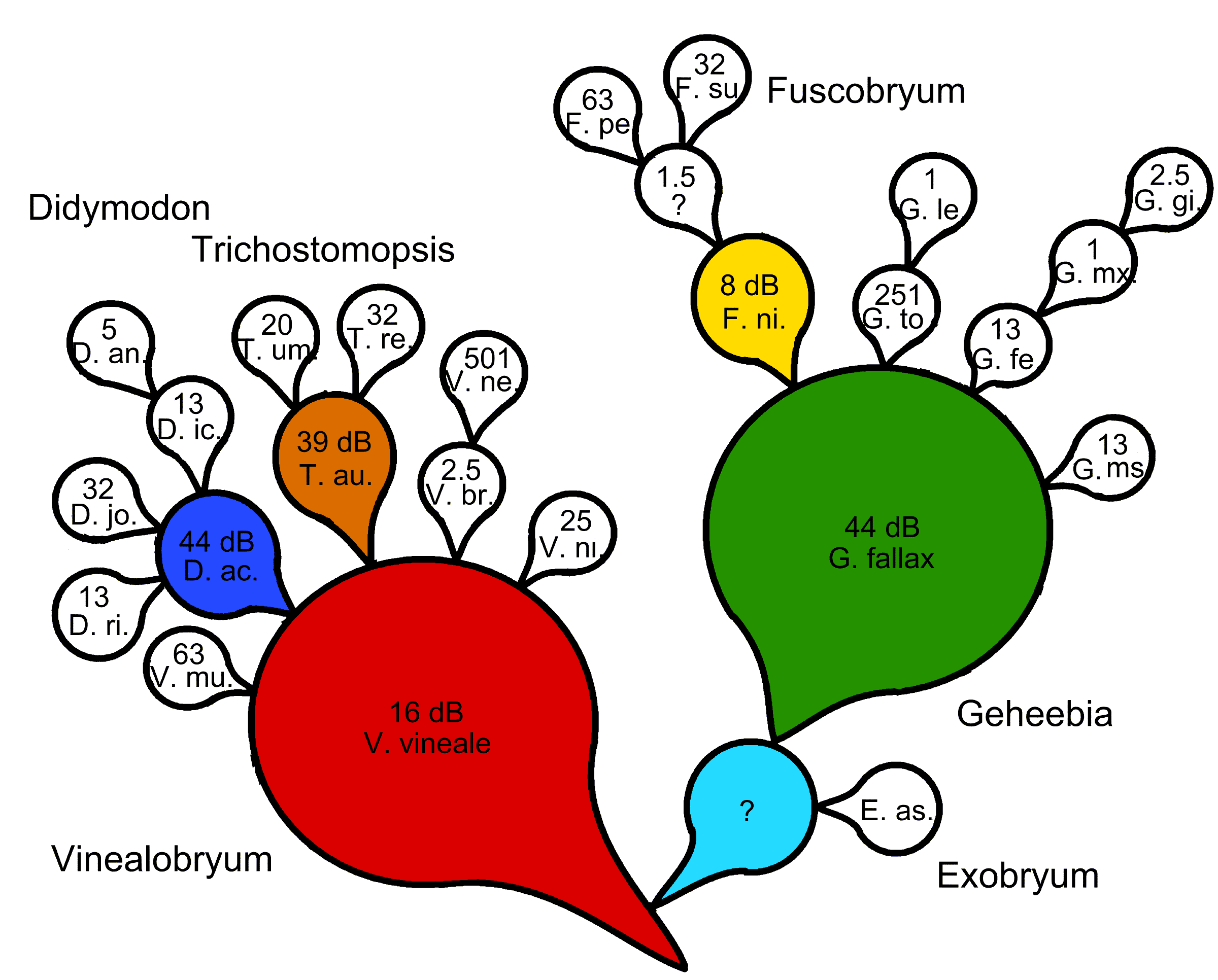
이끼 속의 디디모돈(Didymodon)속 베세얀 선인장 진화수목으로 일반 분류군은 색깔이, 특수 자손은 흰색이다. 지원 조치는 분류군 변환의 데시반 분석을 사용하여 Bayes 요인 측면에서 제공된다. 두 명의 조상만이 알려지지 않은 공유 조상으로 간주된다.

계통발생학은 분지 수목의 각 마디에 임시로 증명할 수 없는 공유 조상을 가정하여 직렬 요소를 주입하려고 시도한다. 완전히 이분법적인 분지도의 경우, 말단 분류군의 수보다 보이지 않는 공유 조상이 하나 적다. 그러면 사실상 각 쌍을 생성하는 보이지 않는 공유 조상이 있는 이분법적 자연 키를 얻다. 이것은 이분법의 정당화와 공유된 조상을 원인으로 가정하지 않고는 과정 기반 설명을 의미할 수 없다. Zander에 따르면, 진화적 관계에 대한 분지적 형태의 분석은 직렬 변환을 포함하는 진정한 진화 시나리오를 위조할 수 없다.
Zander는 분자 직렬 하강과 Turing 데시반 또는 Shannon 정보 비트 추가를 통한 Bayes 요인 및 순차 Bayes 분석을 사용하여 형태학적 직렬 하강에 대한 지원 측정을 생성하는 자세한 방법을 가지고 있다.

## 생명의 나무

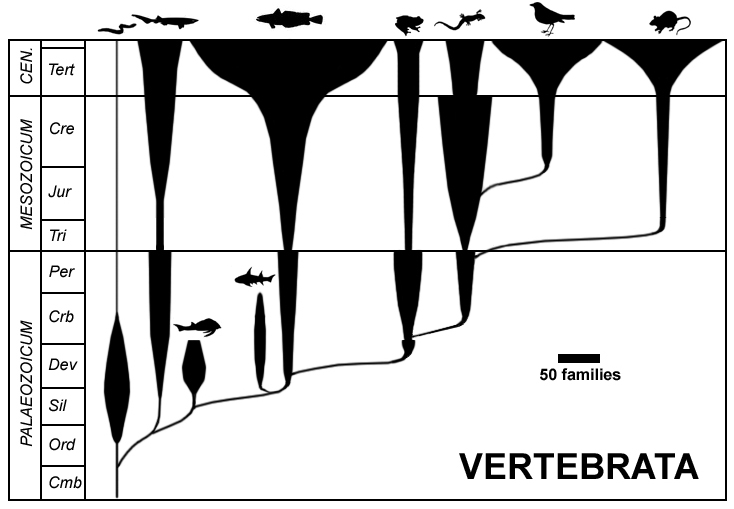
클래스 수준에서 척추동물의 진화, 과의 수를 나타내는 방추의 너비. 스핀들 다이어그램은 진화 분류학에서 자주 사용된다.

19세기 후반과 20세기 초반에 점점 더 많은 화석 그룹이 발견됨에 따라 고생물학자는 알려진 그룹을 함께 연결하여 시대에 따른 동물의 역사를 이해하기 위해 노력했다. 생명의 나무가 천천히 지도로 그려지고 있었고, 이해가 증가함에 따라 화석 그룹이 나무에서 자리를 잡았다.
이 그룹은 여전히 공식적인 린네 분류학적 순위를 유지했다. 그들 중 일부는 그룹의 모든 유기체가 그룹 내 중간 조상의 끊어지지 않은 사슬에 의해 공통 조상에 연결되어 있지만 그 조상의 다른 후손이 그룹 외부에 있다는 점에서 측계통군이다. 시간에 따른 다양한 분류군의 진화와 분포는 일반적으로 다양한 방추체가 분류군을 나타내는 방추 다이어그램(미국 고생물학자 Alfred Romer의 이름을 따서 종종 Romerogram 이라고 함)으로 표시된다. 방추의 너비는 시간에 따라 표시되는 풍부함(종종 가족 수)을 의미한다.
척추동물 고생물학은 19세기 말까지 현재 상당히 잘 이해되고 있는 척추동물의 진화적 순서를 그려냈고, 20세기 초까지 식물계의 진화적 순서에 대한 합리적인 이해가 뒤따랐다. 다양한 나무를 하나의 거대한 생명의 나무로 묶는 것은 세계 대전 사이에 미생물학과 생화학이 발전하면서 비로소 가능해졌다.

## 용어상의 차이
Willi Hennig에서 파생된 진화적 분류법과 계통 발생 체계라는 두 가지 접근 방식은 단계통군이라는 단어의 사용이 다르다. 진화론적 체계론자들에게 단계통군은 단지 하나의 공통 조상에서 파생된 그룹을 의미한다. 계통 발생 명명법에는 조상 종과 모든 후손이 그룹에 포함되어야 한다는 추가 경고가 있다. 단계통군이라는 용어는 후자의 의미로 제안되었다. 예를 들어, 양서류는 어류에서 한 번만 발생했기 때문에 진화론적 분류에서 단계통군이다. 계통 발생 분류에서 양서류는 양서류(파충류, 조류 및 포유류)가 양서류 조상에서 진화했지만 양서류로 간주되지 않는다는 점에서 단계통군 그룹을 구성하지 않는다. 이러한 측 계통 군은 계통발생학적 명명법에서 거부되지만 진화론적 분류학자에 의해 연속 혈통의 신호로 간주된다.

## 참고 문헌
1. ↑   (PDF) http://www.mobot.org/plantscience/resbot/EvSy/PDF/Bock-2002-class-Mayr.pdfErnst W. Mayr |제목=이(가) 없거나 비었음 (도움말)
2. ↑  Aubert, D (2015). “A formal analysis of phylogenetic terminology: Towards a reconsideration of the current paradigm in systematics”. 《Phytoneuron》. 2015–66: 1–54.
3. ↑  Archibald, J. David (2009). “Edward Hitchcock's Pre-Darwinian (1840) 'Tree of Life'” (PDF). 《Journal of the History of Biology》 42 (3): 561–592. doi:10.1007/s10739-008-9163-y. PMID 20027787.
4. ↑  J. S. Bromley, The new Cambridge modern history: The rise of Great Britain and Russia, 1688-1715/25, CUP Archive, 1970, ISBN 978-0-521-07524-4, pgs. 62-63.
5. ↑  Geoffrey Russell Richards Treasure, The making of modern Europe, 1648-1780, Taylor & Francis, 1985, ISBN 978-0-416-72370-0, pg. 142
6. 1 2 3 4  Cavalier-Smith, Thomas (2010). “Deep phylogeny, ancestral groups and the four ages of life” (PDF). 《Philosophical Transactions of the Royal Society B》 365 (1537): 111–132. doi:10.1098/rstb.2009.0161. PMC 2842702. PMID 20008390.
7. ↑  《보관된 사본》, Chicago: University of Chicago Press, 2008년 5월 16일에 원본 문서에서 보존된 문서, 2022년 4월 30일에 확인함James A. Secord
8. ↑  Chambers, Robert (1844). 《Vestiges of the Natural History of Creation》. London: John Churchill. 122쪽. 2013년 5월 10일에 확인함.
9. ↑  Huxley, T.H. (1876): Lectures on Evolution. New York Tribune. Extra. no 36. In Collected Essays IV: pp 46-138 original text w/ figures
10. ↑  Mahner, Martin; Bunge, Mario. Foundations of Biophilosophy. Springer, p. 251.
11. ↑  Stuessy, Tod F. (2010). “Paraphyly and the origin and classification of angiosperms.”. 《Taxon》 59 (3): 689–693. doi:10.1002/tax.593001.
12. ↑  Zander, Richard (2013). 《Framework for Post-Phylogenetic Systematics》. St. Louis: Zetetic Publications, Amazon CreateSpace.
13. ↑  Zander, Richard (2014). “Response to a particularly nasty review in the journal Cladistics.”. 《Phytoneuron》 2014 (110): 1–4.
14. ↑  Zander, Richard (2014). “Support measures for caulistic macroevolutionary transformations in evolutionary trees.”. 《Annals of the Missouri Botanical Garden》 100 (1–2): 100–107. doi:10.3417/2012090.
15. ↑  Zander, Richard (2014). “Classical determination of monophyly exemplified with Didymodon s. lat. (Bryophyta). Part 1 of 3, synopsis and simplified concepts.” (PDF). 《Phytoneuron》 2014 (78): 1–7. 2015년 1월 4일에 확인함.
16. ↑  Zander, Richard (2014). “Classical determination of monophyly, exemplified with Didymodon s. lat. (Bryophyta). Part 2 of 3, concepts.” (PDF). 《Phytoneuron》 2014 (79): 1–23. 2015년 1월 4일에 확인함.
17. ↑  Zander, Richard (2014). “Classical determination of monophyly exemplified with Didymodon s. lat. (Bryophyta). Part 3 of 3, analysis.” (PDF). 《Phytoneuron》 2014 (80): 1–19. 2015년 1월 4일에 확인함.
18. ↑  Zander R. H. 2018. Macroevolutionary Systematics of Streptotrichaceae of the Bryophyta and Application to Ecosystem Thermodynamic Stability. Edition 2. Zetetic Publications,  CreateSpace Independent Publishing, Amazon, St. Louis.
19. ↑  , University of Chicago Press |제목=이(가) 없거나 비었음 (도움말)
20. ↑  White, T.; Kazlev, M. A. “Phylogeny and Systematics : Glossary - Romerogram”. 《palaeos.com》. 2013년 1월 21일에 확인함.
21. ↑  Zander, R. H. (2008). “Evolutionary inferences from non-monophyly on molecular trees”. 《Taxon》 57 (4): 1182–1188. doi:10.1002/tax.574011.